# Blumine (Gustav Maler)
CVETOVI (’’BLUMINE’’), simfonijski stav, Gustava Malera.

## Uvodna reč
Simfonijski stav CVETOVI (Blumine) ima osoben istorijat nastanka, koji ga čini svojevrsnim uvodom u razmatranje simfonijskog stvaralaštva Gustava Malera. To je put od stava jedne velike simfonije, do samostalnog simfonijskog komada.

## Istorijat nastanka
Godine 1883, Maler je, za vreme svog službovanja u Kaselu, komponovao kantatu Pesme Dečaka Lutalice, (koju je sledeće godine premijerno izveo) i započeo je rad na svojoj Prvoj Simfoniji. Kada ju je 1888. godine dovršio i sledeće 1889. premijerno izveo u Budimpešti, ona je najpre imala pet stavova. Posle sadašnjeg prvog stava, drugi stav je bio ovaj komad (u programu za izvođenje u Hamburgu 1892. godine opisan kao Glava cveta – Andante). Tek za njim, sledili su sadašnji drugi treći i četvrti stav, kao treći četvrti i peti stav prvobitne verzije Simfonije Titan (nazvane tako po jednom književnom komadu Žana Pola Rihtera, Malerovog omiljenog pisca). Godine 1893. Maler počinje preradu ove Simfonije i iz nje izbacuje tadašnji drugi stav, zvučno ga rafinišući i pretvarajući u zaseban orkestarski komad, poznat pod nazivom Blumine – Cvetovi. Konačno, ovaj je komad objavljen i premijerno izveden 1896. godine. Dugo je zatim bio zaboravljen. Ponovo je otkriven i objavljen tek 1968. godine.

## Analiza stava
Simfonijski stav CVETOVI, trajanja je 8 minuta. U sebi sažeto objedinjuje sve bitne karakteristike stavova Simfonije Titan. Prvih šest taktova u umernenom pokretu, donose osnovni motiv skerca, sadašnjeg drugog stava Prve Simfonije. A zatim, u jednom gipkom i rafinisanom ritmičkom i zvučnom pokretu, donose se reminscencije na zvuke prirode iz prvog stava, na kanon iz trećeg stava, na mirnu kantilenu iz četvrtog stava, koju u Simfoniji uokviruju burni i blještavi momenti. Ova sećanja na kantilenu, dovode stav do vedrog i spokojnog završetka. Pravi cvetovi iz simfonijske bašte, ubrani u jedan buket. Orkestracija je takoreći mirna prefinjena, zvučno prigušena, bez snažnijih melodijskih i ritmičkih napona.

## Izvođači
- Orkestar Holandske Filharmonije. 
  - Dirigent: Hartmut Henhen
- Orkestar Njujorške Filharmonije. 
  - Dirigent: Leonard Bernštajn
- Berlinska Filharmonija. 
  - Dirigent: Herbert fon Karajan
- Simfonijski orkestar Bavarskog Radija. 
  - Dirigent: Rafael Kubelik.